# Papier bible
Pour les articles homonymes, voir Bible.

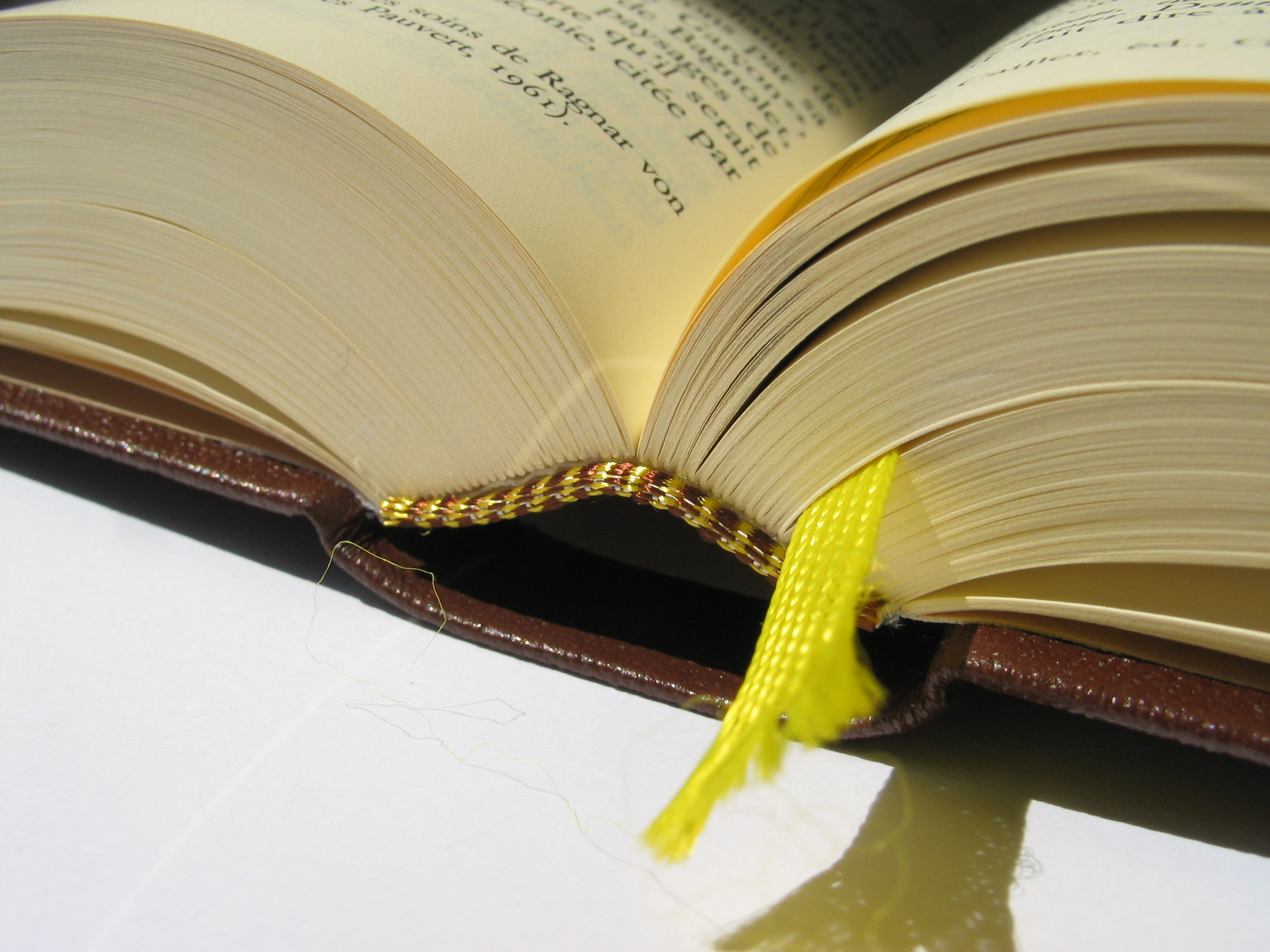
Les livres de la collection de La Pléiade, édités par les Éditions Gallimard, sont imprimés sur papier bible.

Le papier bible est un papier d'impression mince, dense, opaque et résistant, sans pâte mécanique.
Son grammage est en général de 28g/m2 

## Utilisation
Il est utilisé essentiellement pour l'impression des bibles, missels, encyclopédies, dictionnaires et, plus généralement, des livres avec un grand nombre de pages. Il est aussi utilisé pour des éditions d'œuvres complètes ou d'anthologies comme la collection de la Bibliothèque de la Pléiade chez Gallimard ou celle des Portiques.

## Description
D'un point de vue technique, le papier bible n'est pas fait à base de pâte de bois et n'est pas « couché » (couvert d'un film protecteur). Il est fabriqué à partir de cellulose et de fibres textiles (chiffons), notamment du coton et du lin, ce qui lui confère une bonne résistance au vieillissement et aux manipulations tout en étant assez léger. Excluant tout recours à des pâtes mécaniques, ce papier peut se révéler délicat d'utilisation au tirage.